# Ottavio Barone
Ottavio Barone (Roma, 29 settembre 1974) è un pugile italiano, soprannominato "Bulldozer".

## Biografia

### Carriera nelle arti marziali
Inizia Karate all età di 13 anni con il maestro delle FFOO Michele Loseto. Sotto la sua guida si dedica al kick boxing agonistico, disputando 28 incontri di light e full contact, perdendone solo 2.

### Carriera pugilistica da dilettante
Nel suo percorso universitario, lavora come addetto alla sicurezza presso le discoteche di Roma, li conosce un ex-pugile che lo presenta al maestro Antonio Zonfrillo, che intravede in lui un buon potenziale pugilistico. Si avvicina così alla boxe all'età di 19 anni. 
Peso medio naturale, viene allenato da Zonfrillo, Franco Federici e Maurizio Zenoni. Campione italiano nei dilettanti nel 1999, nel 2000 partecipa alle Olimpiadi di Sydney sotto la guida del Commissario Tecnico Patrizio Oliva. Ha disputato in tutto 65 incontri, con 50 vittorie (26 KO), 12 sconfitte e 3 pareggi.

### Carriera da professionista
Dopo il traguardo delle Olimpiadi passa al professionismo nel quale disputa 20 incontri con 18 vittorie (9 ko) e 2 sconfitte.
Il 21 novembre 2003 conquista il titolo di Campione Intercontinentale IBF contro il Belga Mike Algoet. I due si erano incontrati già nei primi mesi del 2003 ed anche in quella occasione vinse Barone ai punti.
Il 26 marzo del 2004 difende il titolo a Nettuno contro il belga Lansana Diallo. Lo perde però il 25 giugno dello stesso anno subendo un KO alla terza ripresa dal francese Robert Roselia nell'incontro svoltosi a Marsala.
Torna sul ring 4 anni dopo l'annuncio di ritiro nel 2005, vincendo per squalifica al Piper Club di Roma contro il Romeno Florin Oanea(4-34-4) e battendo con facilità ad Anzio l'Ungherese Jozsef Molnar (2-3-0).
Il 21 novembre 2009 ha saltato per infortunio il match contro il pugile Latos Orsos in programma a Roma.

### Dopo il ritiro
Lasciata la boxe agonistica, ritorna alle arti marziali, continuando ad allenarsi nel Karate col maestro giapponese Toshio Yamada e nel Kickboxing con i maestri Massimo Liberati  e Paolo Liberati. È fondatore della "ASD Barone Fight Club" con sede ad Anzio (RM). 
Attualmente insegna la "nobile arte" in alcune palestre di Roma e di Anzio.

## Riconoscimenti
- Medaglia di Bronzo al Valore Atletico - CONI - Roma 23/07/2002
- Campione Intercontinentale IBF nel 2003 e nel 2004.[6]
- Il 31 marzo 2003 viene premiato "per meriti sportivi" [7] dall'Assessore di Anzio alle Politiche Culturali, Sport e Turismo, Sebastiano Attoni.